# Karang Lebak
Karang Lebak is een bestuurslaag in het regentschap Lahat van de provincie Zuid-Sumatra, Indonesië. Karang Lebak telt 352 inwoners (volkstelling 2010).